# Хідмагала
Хідмагала (груз. ხიდმაღალა) — село в Грузії.
За даними перепису населення 2014 року в селі проживає 756 осіб.